# Любляна
Любляна (словен. Ljubljana locally [ljuˈbljàːna] ( прослухати), також локально [luˈblàːna], нім. Laibach Німецька: [ˈlaɪ̯bax], італ. Lubiana) — столиця та найбільше місто Словенії. Її географічний, культурний, науковий, економічний, політичний і адміністративний центр.
Упродовж усієї своєї історії, завдяки географічному положенню, місто було під впливом німецької, латинської та слов'янської культур.
Протягом століть Любляна була столицею історичної області Крайна, у XX столітті місто стало центром Словенії, незалежної з 1991 року.

## Етимологія та символ
Походження назви міста залишається невідомим. Найбільш прийнятною науковою гіпотезою є те, що місто було назване на честь річки Любляниці, яка протікає через нього. За словами лінгвіста Сільвіо Торкара, назва Любляниці походить від старослов'янського слова Ljubovid. За іншою гіпотезою, ім'я Любляниці походить від латинського alluviana, а саме від слова eluvio, що означає затоплення.
У середньовіччі і річка, і місто мали назву Laibach. Це ім'я, отримане зі старонімецької, радше означає «стояча вода, що викликає повені». Ця назва офіційно використовувалася до 1918 року.
Символом міста є Люблянський дракон. Він символізує силу, мужність і велич. Він зображений на верхній частині вежі Люблянського замку на гербі Любляни.
Є кілька пояснень про походження Люблянського дракона. Згідно з грецькою легендою, аргонавти під час повернення додому після викрадення Золотого руна знайшли велике озеро, оточене болотами між сучасними містами Врхника і Любляна. Саме там, Ясон вразив чудовисько. Цей монстр став драконом, який сьогодні присутній на гербі та прапорі міста.
Історично більш правдоподібно, що дракон був прийнятий від святого Георгія, який був покровителем каплиці Люблянського замку, побудованого у XV столітті. За легендою про святого Георгія, дракон представляє старе спадкове язичництво, подолане християнством.
Згідно з іншим поясненням, пов'язаним з другим, дракон був спочатку тільки художнім оформленням над гербом міста. У епоху бароко, він став частиною герба.

## Історія

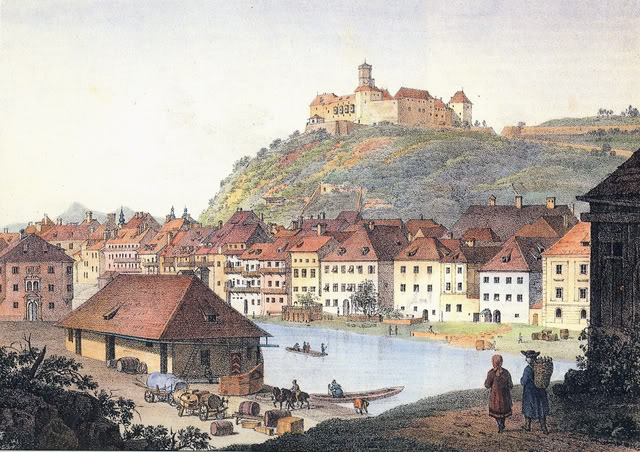
Любляна в XVIII столітті.

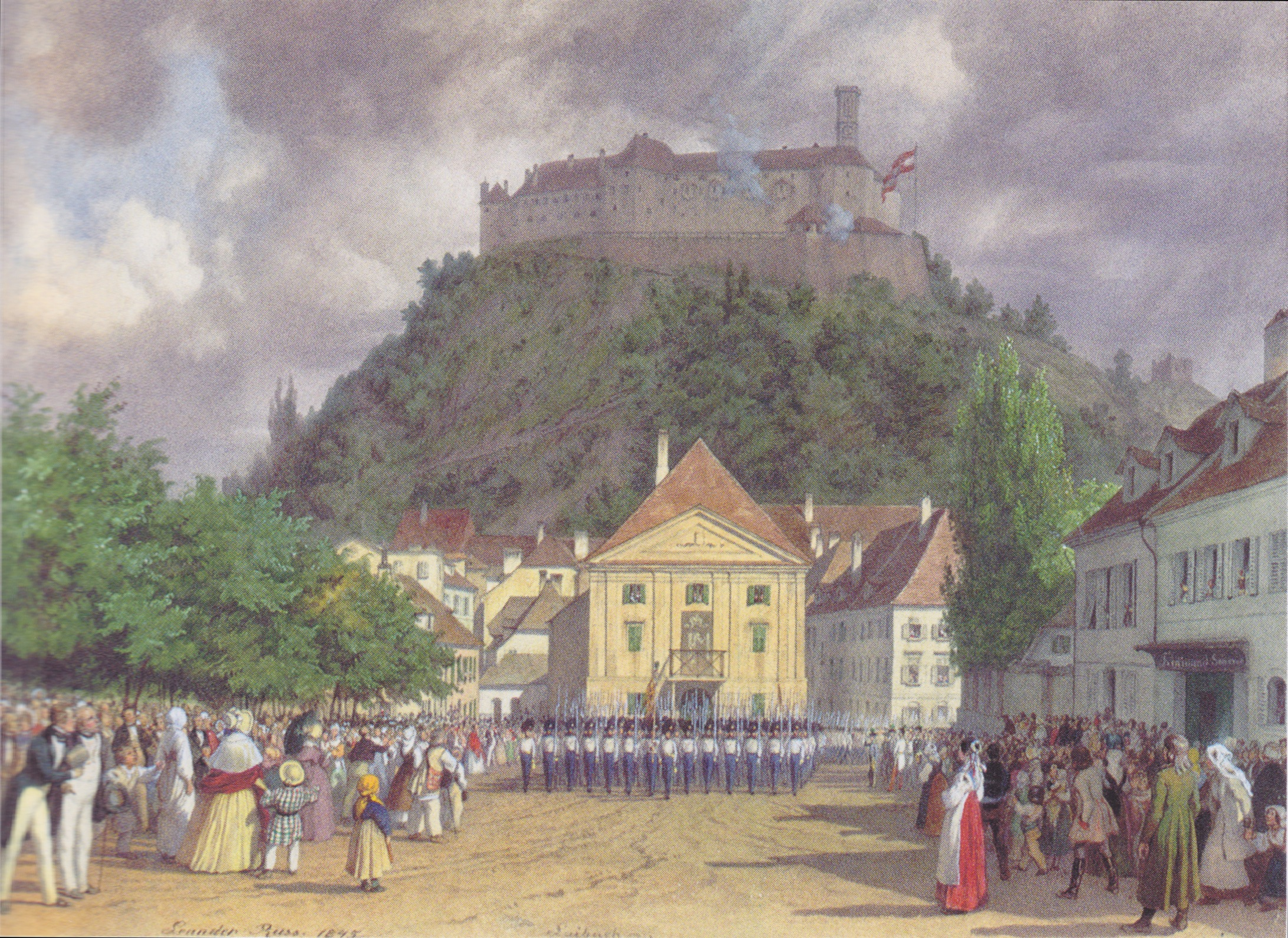
Святкування під час проведення Лайбахського конгресу, 1821 рік.

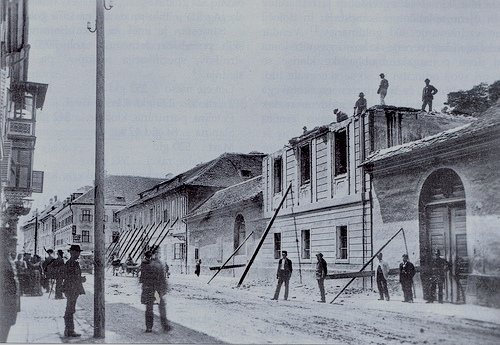
У 1895 році землетрус зруйнував значну частину середмістя, через це була здійснена велика реконструкція Любляни.

Приблизно у 2000 до н. е. болота нинішньої Любляни були заселені людьми, що мешкали в будинках на палях. Ці люди займалися мисливством, ловлею риби та примітивним сільським господарством. Для того, щоб обійти болота, вони використовували дерев'яні каное. Пізніше область лишалася пунктом транзиту для численних племен і народів, серед них змішана нація кельтів та іллірійців, названа Iapydes, і потім у III столітті до н. е. кельтське плем'я, Тевриски.
Приблизно в 50 році до н. е. римляни побудували військову табірну стоянку, яка пізніше стала постійним угрупованням під назвою Iulia Aemona (Емона). Цей форт був окупований Легіоном XV «Аполлінаріс». У 452 році він був зруйнований гунами за наказом Аттіли, і пізніше остготів і лангобардів. Форт Емона мав 5000—6000 жителів і відігравав важливу роль у багатьох битвах. Його оштукатурені цегляні будинки, пофарбовані в різні кольори, були підключені до дренажної системи. У VI столітті туди переїхали предки словенців. У IX столітті словенці потрапили під франкське домінування, зазнаючи частих угорських набігів.
Найстаріша згадка про Любляну надписана на аркуші пергаменту Nomina defunctorum (назва мертвого), який зберігається в архіві собору в Удіне. Він датується періодом з 1112 до 1125. Згаданий серед покійного адвокат Радолф, який дарував канон з 20 фермами біля замку Любляни (castrum Leibach). Коли саме Любляні було надано права міста не відомо, але це було не пізніше, ніж у 1220 році. У XIII столітті місто складалося з трьох районів: Старої площі (словен. Stari trg), Нової площі (словен. Novi trg) і «Міста» (словен. Mesto) (навколо собору).
У 1270 році Крайна і, зокрема, Любляна були завойовані Отакаром II, королем Богемії, коли він, своєю чергою, зазнав поразки від Рудольфа I. Останній узяв місто в 1278 році. Перейменоване у Laibach, воно належало Габсбургам до 1797 року.
У XV столітті Любляна стала відомою через мистецтво. Після землетрусу в 1511 році місто було перебудоване в стилі Ренесанс і навколо нього була побудована нова стіна. У XVI столітті чисельність населення досягла 5 тис. осіб, 70 % з яких розмовляли словенською мовою.

## Клімат
| Клімат Любляни            | Клімат Любляни | Клімат Любляни | Клімат Любляни | Клімат Любляни | Клімат Любляни | Клімат Любляни | Клімат Любляни | Клімат Любляни | Клімат Любляни | Клімат Любляни | Клімат Любляни | Клімат Любляни | Клімат Любляни |
| Показник                  | Січ.           | Лют.           | Бер.           | Квіт.          | Трав.          | Черв.          | Лип.           | Серп.          | Вер.           | Жовт.          | Лист.          | Груд.          | Рік            |
| Середній максимум, °C     | 14             | 19             | 23             | 30             | 31             | 38             | 39             | 35             | 31             | 29             | 20             | 16             | 39             |
| Середня температура, °C   | 2              | 5              | 10             | 15             | 20             | 24             | 27             | 26             | 22             | 15             | 8              | 4              | 15             |
| Середній мінімум, °C      | −4             | −4             | 0              | 4              | 9              | 12             | 14             | 14             | 11             | 6              | 2              | −1             | 5              |
| Норма опадів, мм          | 88             | 89             | 76             | 98             | 121            | 133            | 113            | 127            | 142            | 151            | 131            | 114            | 1383           |
| ------------------------- | -------------- | -------------- | -------------- | -------------- | -------------- | -------------- | -------------- | -------------- | -------------- | -------------- | -------------- | -------------- | -------------- |
| Джерело: worldweather.org |                |                |                |                |                |                |                |                |                |                |                |                |                |

## Промисловість та наука
Любляна — розвинене промислове місто. У місті й передмістях розташовані підприємства машинобудування, хімічної, фармацевтичної, текстильної, харчової, шкіряно-взуттєвої, деревообробної, паперової та поліграфічної промисловості. Інтенсивно розвивається туризм.
У місті розташовані Словенська академія наук і мистецтв, університет. Ботанічний сад Любляни, заснований у 1810 році, є найстарішим ботанічним садом у південно-східній Європі.

## Транспорт

### Авіаційний
Аеропорт Любляни розташований за 26 км на північний захід від міста, має рейси до багатьох європейських міст. Авіакомпанії, що здійснюють рейси: Adria Airways, Air France, Air Serbia, easyJet, Finnair, Montenegro Airlines, Wizz Air та Turkish Airlines. Ці напрямки переважно є європейськими. Цей аеропорт замінив перший аеропорт Любляни, який працював протягом 1933—1963 років.

### Залізничний
Люблянський залізничний вузол є складовою Пан'європейського залізничного коридору V (найшвидше сполучення між Північною Адріатикою та Центральною та Східною Європою) та X (що сполучає Центральну Європу з Балканами) та основні європейські лінії (E65, E69, E70). Усі міжнародні потяги, що прямують Словенією, зупиняються там. У Любляні є шість пасажирських станцій та дев'ять платформ. Головна пасажирська станція  — Любляна. Залізнична станція Любляна-Мосте — найбільша товарна станція. Станція Любляна-Залог має найбільшу горловину станції. Наприкінці 2006 року було введено в дію фунікулер Люблянського замку. Також у Любляні є декілька промислових залізниць.

## Культура
У 2010 році в місті налічувалося 10 театрів, 14 музеїв, 56 галерей, 4 професійних оркестрів. Найбільші зібрання історичних і художніх цінностей зберігаються в Національному музеї (заснований в 1821 році) і Національній галереї (заснована в 1918 році). Серед інших великих установ культури: Симфонічний оркестр Словенської філармонії та Словенський національний театр опери та балету. Національна й університетська бібліотека Словенії — найбільша наукова бібліотека країни, була заснована 1774 року.

## Архітектурні пам'ятки
- Люблянський замок
- Неботичник
- Люблянський університет
- Національна й університетська бібліотека Словенії
- Парк Тіволі
- Міжнародний центр графічного мистецтва (Любляна)

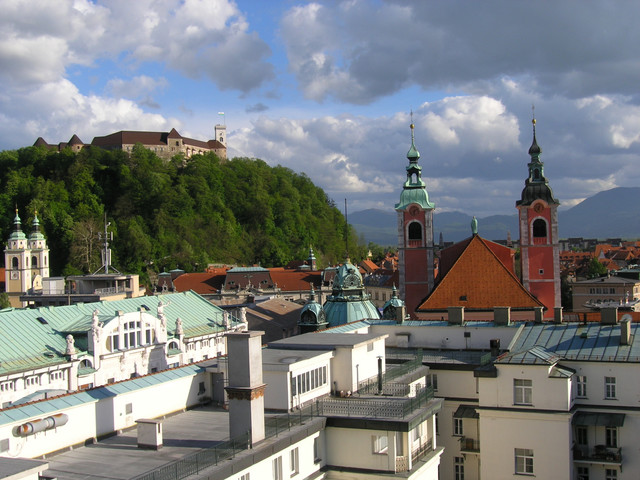
Панорама Любляни із замком Град на пагорбі.

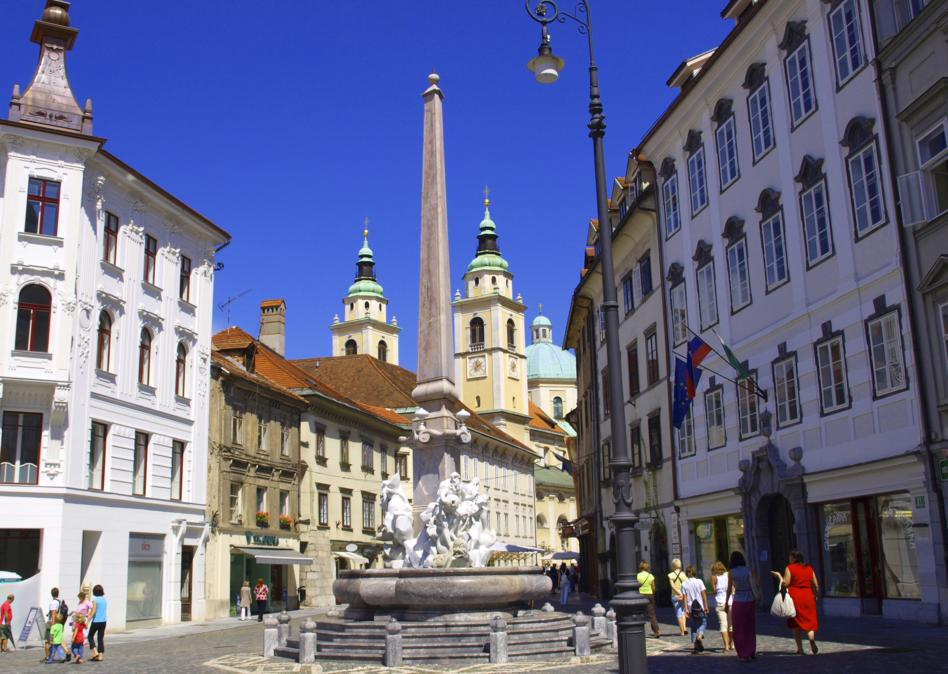
Местні трг з фонтаном Франческа Робе і церквою Св. Миколая.

Скульптури на центральній площі міста.

## Поріднені міста
- Пезаро, Італія (16 березня 1964)
- Парма, Італія (11 квітня 1964)
- Хемніц, Німеччина (17 жовтня 1966)
- Братислава, Словаччина (4 березня 1967)
- Сус, Туніс (27 липня 1969)
- Вісбаден, Німеччина (30 березня 1977)
- Тбілісі, Грузія (7 жовтня 1977)
- Леверкузен, Німеччина (30 серпня 1979)
- Ріка, Хорватія (23 жовтня 1979)
- Ченду, КНР (25 жовтня 1981)
- Відень, Австрія (14 липня 1999)
- Атени, Греція (1 березня 2000)
- Москва, Росія (20 травня 2000)
- Загреб, Хорватія (21 лютого 2001)
- Сараєво, Боснія і Герцеговина (24 січня 2002)
- Мардін, Туреччина (8 квітня 2003)
- Брюссель, Бельгія (28 квітня 2004)
- Скоп'є, Північна Македонія (23 квітня 2007)

## Відомі люди
- Йосип Броз Тіто — лідер Югославії, помер тут у лікарні[28].
- Майда Врховник (1922—1945) — словенська партизанка, Народний герой Югославії.
- Ернст Моро (1874—1951) — австрійський лікар і педіатр, який перший у західній медицині описав рефлекс немовлят, названий на його честь рефлексом Моро
- Від Печьяк (1929—2016) — словенський письменник-фантаст, психолог, уродженець Любляни.
- Луїза Песяк — словенська письменниця, поетеса й перекладачка.
- Елеонора Єнко Гроєр — перша професійна словенська лікарка.
- Славой Жижек (*1949) — словенський психоаналітик лаканівської школи, марксистський соціолог, філософ, та культуролог.